# Dream of the Elders
Dream of the Elders är ett musikalbum av Dave Holland Quartet, utgivet 1996 av ECM Records.

## Låtlista
Alla låtar är skrivna av Dave Holland.
1. "The Winding Way" – 11:57
2. "Lazy Snake" – 12:25
3. "Claressence" – 7:28
4. "Equality" (Text: Maya Angelou) – 7:08
5. "Ebb & Flo" – 11:59
6. "Dream of the Elders" – 11:07
7. "Second Thoughts" – 8:06
8. "Equality" – 6:40

Total tid: 75:30

## Medverkande
- Dave Holland — kontrabas
- Steve Nelson — vibrafon, marimba
- Eric Person — alt- & sopransaxofon
- Gene Jackson — trummor
- Cassandra Wilson — sång (4)